# John Lennox

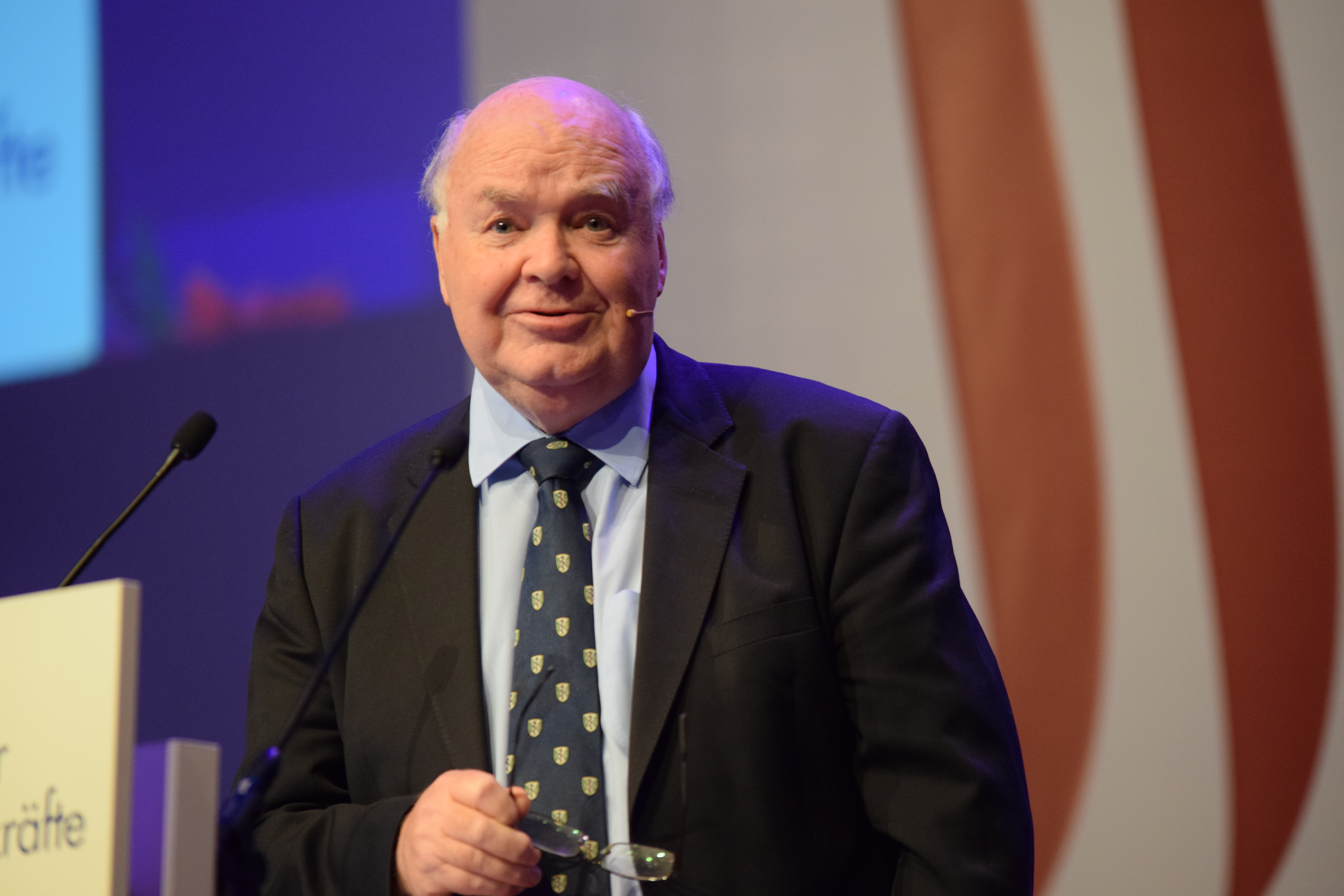
John Lennox, 2015

John Carson Lennox (* 7. November 1943 in Nordirland) ist ein britischer Mathematiker. Er ist emeritierter Professor für Mathematik der University of Oxford.

## Leben

### Akademische Laufbahn
Lennox studierte am Emmanuel College in Cambridge. Dort hörte er unter anderem die letzte Vorlesung von C. S. Lewis über den  Dichter John Donne. 1970 wurde Lennox an der Universität Cambridge mit einer Dissertation über Centrality and Permutability in Soluble Groups promoviert.
Lennox lehrte anschließend 29 Jahre lang Mathematik an der University of Wales in Cardiff. Während dieser Zeit verbrachte er Forschungsaufenthalte an den Universitäten Würzburg, Freiburg (als Stipendiat der Alexander von Humboldt-Stiftung) und Wien. Darüber hinaus hielt er in Europa und Nordamerika Gastvorlesungen in Mathematik und über Bibelauslegung. Neben seiner wissenschaftlichen Publikationstätigkeit übersetzte er die Werke russischer Mathematiker.
Heute lehrt Lennox an der University of Oxford und befasst sich insbesondere mit der Verhältnisbestimmung von Wissenschaft und Religion. Zu diesem Thema ist er in der außeruniversitären Öffentlichkeit als Autor und Redner bekannt geworden.

### Privates
Lennox spricht Englisch, Russisch, Französisch, Spanisch, und Deutsch. Er ist mit Sally Lennox verheiratet, hat drei Kinder und zehn Enkelkinder und lebt auf dem Lande nahe Oxford.

## Positionen

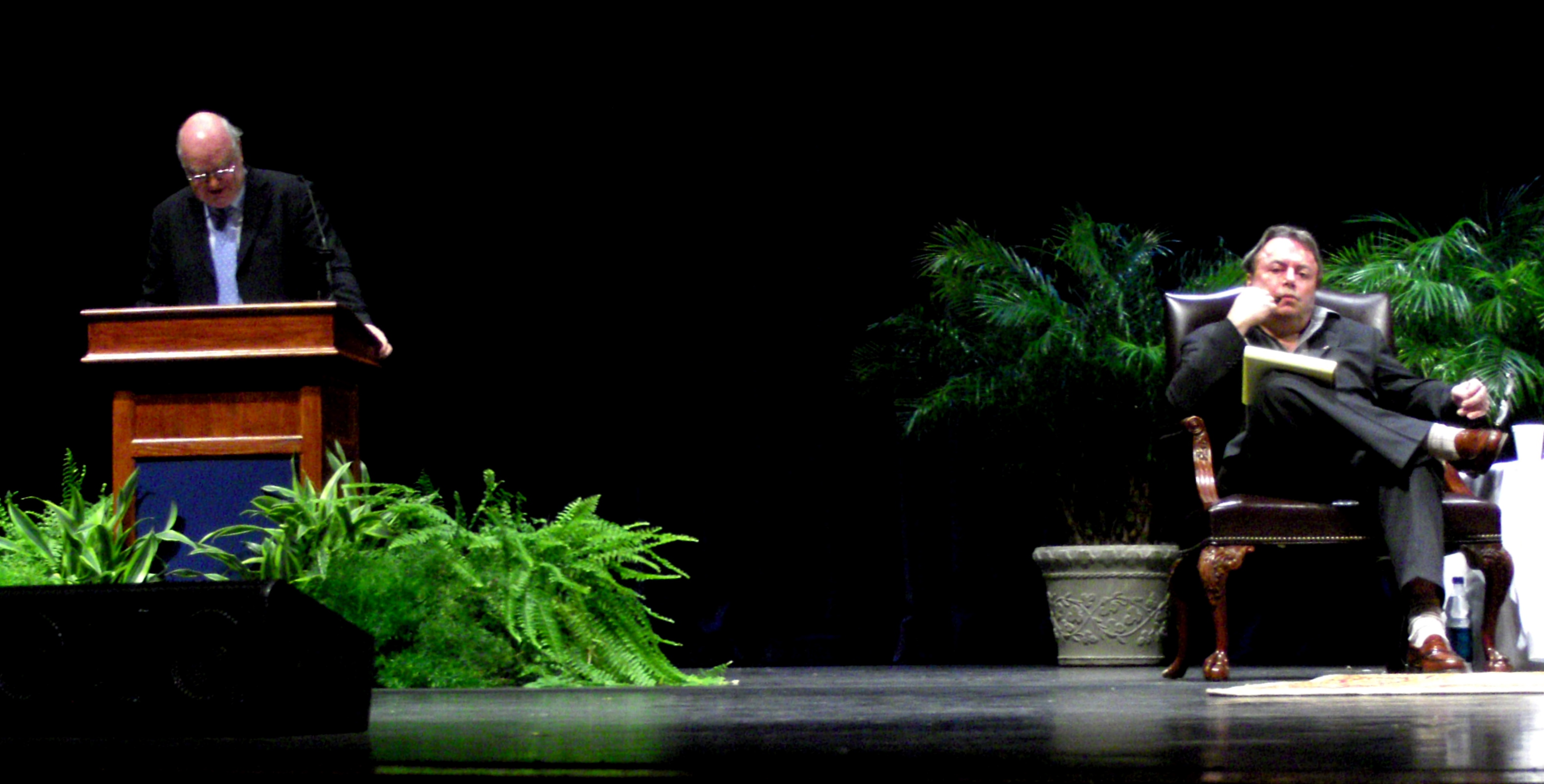
Lennox (links) diskutiert mit Christopher Hitchens in Alabama

In die wissenschaftliche Diskussion hat Lennox besonders von seinem dezidiert christlichen Standpunkt her eingegriffen. So stellte er sich der öffentlichen Auseinandersetzung mit Personen, die die Existenz Gottes oder ein Eingreifen Gottes in die Welt bezweifeln oder ausschließen, wie Richard Dawkins, britischer Evolutionsbiologe, Christopher Hitchens, britisch-US-amerikanischer Autor und Journalist, Michael Shermer, US-amerikanischer Wissenschaftsjournalist, und Peter Singer, australischer Philosoph und Bioethiker.
John Lennox vertritt in gemäßigter Form die Theorie des Intelligent Design, bezeichnet aber kreationistische Strömungen (als Resultat streng wörtlicher Bibelauslegung) als „literalistisch“.
- Am 3. Oktober 2007 diskutierte Lennox mit Richard Dawkins an der University of Alabama at Birmingham über die Thesen, die Dawkins in seinem Buch The God Delusion (dt. Der Gotteswahn) darlegt.[5][6]
- Im April 2008 folgte ein Radio Interview mit Dawkins am Trinity College (Oxford).[7]
- Am 9. August 2008 debattierte Lennox mit Christopher Hitchens beim Edinburgh International Festival über die Frage, ob Europa seine religiöse Tradition begraben solle und stattdessen offen den neuen Atheismus, also die strikte Ablehnung der Religion nach den Ereignissen von 9/11, annehmen solle.[8][9]
- Am 23. August 2008 stritt Lennox mit Michael Shermer im Wesley Conference Centre in Sydney über die Existenz Gottes.[10][11]
- Am 21. Oktober 2008 führte Lennox mit Richard Dawkins eine dritte Diskussion im Oxford University Museum of Natural History, dem Schauplatz der Evolutionsdebatte zwischen Thomas Henry Huxley und Samuel Wilberforce von 1860. Die Diskussion trug den Titel „Has Science Buried God?“ (dt. Hat die Wissenschaft Gott begraben?).[12][13] The Spectator bezeichnete das Zusammentreffen als „Huxley-Wilberforce, Round Two“ (dt. Huxley-Wilberforce, Zweite Runde).[14] → Huxley-Wilberforce-Debatte
- Am 3. März 2009 führte Lennox eine zweite Debatte mit Christopher Hitchens an der Samford University in Homewood (Alabama) über die Frage: „Is God Great?“ (dt. Ist Gott groß?) Diskutiert wurde die Zuverlässigkeit einiger Behauptungen in Hitchens’ Buch God is Not Great (dt. Der Herr ist kein Hirte).[15][16]
- Am 20. Juli 2011 kam es zu einem Zusammentreffen von Lennox und Peter Singer, in der Melbourne Town Hall in Melbourne. Sie debattierten über das Thema “Is There a God?” (dt. Gibt es einen Gott?)[17][18]
- Bei der Jubiläumstagung des Instituts für Glaube und Wissenschaft (IGUW) führte Lennox ein Podiumsgespräch mit dem Althistoriker Dr. Jürgen Spieß zum Thema "Gründe für den Glauben".[19]

## Werke

### Mathematik
- John C. Lennox, Derek J. S. Robinson: The Theory of Infinite Soluble Groups. Clarendon Press, Oxford 2004, ISBN 0-19-850728-3.
- John C. Lennox, Stewart E. Stonehewer: Subnormal subgroups of groups. Clarendon Press, Oxford 1987, ISBN 0-19-853552-X.

### Glaube und Wissenschaft
- God’s Undertaker: Has Science Buried God? Lion Books, Oxford 2009 (Updated Edition, First Edition 2007). ISBN 978-0-7459-5371-7.
  - deutsche Ausgabe: Hat die Wissenschaft Gott begraben? Eine kritische Analyse moderner Denkvoraussetzungen. 8., erw. und völlig neu überarb. Auflage. SCM R. Brockhaus Verlag, Witten 2009. ISBN 978-3-417-26261-2.
- God and Stephen Hawking: Whose Design Is It Anyway? Lion Books, Oxford 2011. ISBN 978-0-7459-5549-0.
  - deutsche Ausgabe: Stephen Hawking, das Universum und Gott. SCM R. Brockhaus Verlag, Witten 2011. ISBN 978-3-417-26389-3.
- Gunning for God: Why the New Atheists are Missing the Target. Lion Books, Oxford 2011. ISBN 978-0-7459-5322-9.
  - deutsche Ausgabe: Gott im Fadenkreuz: Warum der Neue Atheismus nicht trifft. SCM R. Brockhaus Verlag, Witten 2013. ISBN 978-3-417-26535-4.
- Seven Days That Divide the World: The Beginning According to Genesis and Science. Zondervan, Grand Rapids, MI 2011. ISBN 978-0-310-49460-7.
  - deutsche Ausgabe: Sieben Tage, das Universum und Gott: Was Wissenschaft und Bibel über den Ursprung der Welt sagen. SCM R. Brockhaus Verlag, Reihe Institut für Glaube und Wissenschaft, Witten 2014. ISBN 978-3-417-26569-9.
- Miracles: Is Belief in the Supernatural Irrational? The Veritas Forum, 2013. ISBN 978-0-615-86559-1.
- Can Science Explain Everything? The Good Book Company, 2019. ISBN 978-1-78498-411-3.
  - deutsche Ausgabe: Wozu Glaube, wenn es Wissenschaft gibt? (aus dem Englischen von Wolfgang Günter). SCM R. Brockhaus, Holzgerlingen 2020. ISBN 978-3-417-26892-8.
- 2084: Artificial Intelligence and the Future of Humanity. Zondervan Reflective, Grand Rapids, MI 2020. ISBN 978-0-310-10956-3.
  - deutsche Ausgabe: 2084: Künstliche Intelligenz und die Zukunft der Menschheit (aus dem Englischen von Wolfgang Günter). SCM R. Brockhaus, Holzgerlingen 2022. ISBN 978-3-417-24174-7.
- Cosmic Chemistry: Do God and Science Mix?. Lion Books, Oxford 2021. ISBN 978-0-7459-8140-6.
  - deutsche Ausgabe: Kosmos ohne Gott? Warum Glaube und Wissenschaft zusammengehören (aus dem Englischen von Michael Dennstedt). SCM R. Brockhaus, Holzgerlingen 2023. ISBN 978-3-417-24178-5.

### Weitere Werke
- Against the Flow: The Inspiration of Daniel in an Age of Relativism. Monarch Books, Oxford 2015. ISBN 978-0-85721-621-2
  - deutsche Ausgabe: Gegen den Strom: Von Daniel lernen, unangepasst zu leben. Christliche Verlagsgesellschaft, Dillenburg 2022. ISBN 978-3863537951
- Determined to Believe: The Sovereignty of God, Freedom, Faith, and Human Responsibility. Monarch Books, Oxford 2017. ISBN 978-0-85721-872-8
  - deutsche Ausgabe: Vorher bestimmt? Die Souveränität Gottes, Freiheit, Glaube und menschliche Verantwortung. Christliche Verlagsgesellschaft, Dillenburg 2019. ISBN 978-3863536169
- Have No Fear: Being Salt and Light Even When It's Costly. 10Publishing, Leyland 2018. ISBN 978-1-912373-61-1
  - Deutsche Ausgabe: Nur Mut! Salz und Licht sein, auch wenn es etwas kostet. CLV, Bielefeld 2020. ISBN 978-3-86699-413-3
- Joseph: A Story of Love, Hate, Slavery, Power, and Forgiveness. Crossway Books, 2019. ISBN 978-1-4335-6293-8
  - Deutsche Ausgabe: Joseph: Eine Geschichte der Liebe, des Hasses, der Sklaverei, der Macht und der Vergebung. Daniel-Verlag, Lychen 2020. ISBN 978-3945515358
- Where Is God in a Coronavirus World? The Good Book Company, 2020. ISBN 978-1-78498-569-1
  - deutsche Ausgabe: Wo ist Gott in dieser Welt? ... und was ist mit COVID 19? Daniel-Verlag, Lychen 2020. ISBN 978-3-945515-50-1